# Сіпарая жовтогуза
Сіпарая жовтогуза (Aethopyga bella) — вид горобцеподібних птахів родини нектаркових (Nectariniidae). Ендемік Філіппін. Виділяють низку підвидів.

## Підвиди
Виділяють шість підвидів:
- A. b. flavipectus Ogilvie-Grant, 1894 — північ острова Лусон;
- A. b. minuta Bourns & Worcester, 1894 — центр і південь острова Лусон, острови Полілло, Маріндук і Міндоро;
- A. b. rubrinota McGregor, 1905 — острів Лубанг (неподалік острова Міндоро);
- A. b. bella Tweeddale, 1877 — східні і центральні філіппінські острови;
- A. b. bonita Bourns & Worcester, 1894 — західно-центральні філіппінські острови;
- A. b. arolasi Bourns & Worcester, 1894 — архіпелаг Сулу.

## Поширення й екологія
Жовтогузі сіпараї є ендеміками Філіппін. поширені на більшості островів архіпелагу. Живуть в рівнинних і гірських тропічних лісах, на узліссях і галявинах, в чагарникових заростях на висоті до 2000 м над рівнем моря.